# Südwestdeutsche Badmintonmeisterschaft
Südwestdeutsche Badmintonmeisterschaften (auch Mitteldeutsche Badmintonmeisterschaften genannt) werden seit der Saison 1961/1962 ausgetragen. Sie stellen die zweithöchste Meisterschaftsebene im Badminton in Deutschland dar und sind die direkte Qualifikation für die deutschen Meisterschaften. Die Titelkämpfe umfassten bis zur deutschen Wiedervereinigung geographisch die Regionen Hessen, Rheinhessen-Pfalz, Rheinland und Saarland. In der Saison 1991/1992 wurde Thüringen in die Meisterschaft integriert.

## Titelträger
| Saison    | Herreneinzel                             | Dameneinzel                                  | Herrendoppel                                                                                  | Damendoppel                                                                        | Mixed                                                                               |
| --------- | ---------------------------------------- | -------------------------------------------- | --------------------------------------------------------------------------------------------- | ---------------------------------------------------------------------------------- | ----------------------------------------------------------------------------------- |
| 1961/1962 | Manfred Horn (1. Frankfurter BC)         | Rosel Filpe (TFC Wolfhagen)                  | Manfred Fulle (1. Wiesbadener BC) Andre Knack (1. Wiesbadener BC)                             | Lotti Arnet (1. Wiesbadener BC) Linde Wackes (1. Wiesbadener BC)                   | Robert Thiet (TFC Wolfhagen) Rosel Filpe (TFC Wolfhagen)                            |
| 1962/1963 | Klaus-Dieter Framke (1. Wiesbadener BC)  | Edeltraud Geist (1. Wiesbadener BC)          | Klaus-Dieter Framke (1. Wiesbadener BC) Uwe Jacobsen (1. Wiesbadener BC)                      | Erna Müller (1. Frankfurter BC) Ingeborg Hermann (1. Frankfurter BC)               | Hans-Jürgen Fischer (1. Wiesbadener BC) Edeltraud Geist (1. Wiesbadener BC)         |
| 1963/1964 | Klaus-Dieter Framke (1. Wiesbadener BC)  | Edeltraud Geist (1. Wiesbadener BC)          | Manfred Fulle (1. Wiesbadener BC) Klaus-Dieter Framke (1. Wiesbadener BC)                     | Rosel Filpe (1. Wiesbadener BC) Herma Schneider (PSV Grün-Weiß Wiesbaden)          | Hans-Jürgen Fischer (1. Wiesbadener BC) Edeltraud Geist (1. Wiesbadener BC)         |
| 1964/1965 | Torsten Winter (PSV Grün-Weiß Wiesbaden) | Rosel Filpe (1. Wiesbadener BC)              | Manfred Fulle (1. Wiesbadener BC) Klaus-Dieter Framke (1. Wiesbadener BC)                     | Rosel Filpe (1. Wiesbadener BC) Edeltraud Geist (1. Wiesbadener BC)                | Bernd Faß (SKV Büdesheim) Ursula Kretschmer (SKV Büdesheim)                         |
| 1965/1966 | Torsten Winter (PSV Grün-Weiß Wiesbaden) | Rosel Filpe (1. Wiesbadener BC)              | Manfred Fulle (1. Wiesbadener BC) Klaus-Dieter Framke (1. Wiesbadener BC)                     | Rosel Filpe (1. Wiesbadener BC) Herma Schneider (PSV Grün-Weiß Wiesbaden)          |                                                                                     |
| 1966/1967 | Torsten Winter (PSV Grün-Weiß Wiesbaden) | Ann Hennemann (TS Kleinkrotzenburg)          | Manfred Fulle (1. Wiesbadener BC) Klaus-Dieter Framke (1. Wiesbadener BC)                     | Marianne Aatz (PSV Saarbrücken) (PSV Saarbrücken) Brigitte Gros (PSV Saarbrücken)  | Herbert Nover (TS Kleinkrotzenburg) Ann Hennemann (TS Kleinkrotzenburg)             |
| 1967/1968 | Jürgen Stock (PSV Grün-Weiß Wiesbaden)   | Ann Hennemann (TS Kleinkrotzenburg)          | Manfred Fulle (1. Wiesbadener BC) Uwe Jacobsen (1. Wiesbadener BC)                            |                                                                                    | Torsten Winter (PSV Grün-Weiß Wiesbaden) Herma Schneider (PSV Grün-Weiß Wiesbaden)  |
| 1968/1969 | Jürgen Stock (PSV Grün-Weiß Wiesbaden)   | Rita Werner (1. Frankfurter BC)              | Klaus-Dieter Framke (1. Wiesbadener BC) Torsten Winter (PSV Grün-Weiß Wiesbaden)              | Heidi Schiemer (PSV Grünweiß Frankfurt) Inge Schiemer (PSV Grünweiß Frankfurt)     | Torsten Winter (PSV Grün-Weiß Wiesbaden) Rosel Drolsbach (PSV Grün-Weiß Wiesbaden)  |
| 1969/1970 | Torsten Winter (PSV Grün-Weiß Wiesbaden) | Rita Werner (1. Frankfurter BC)              | Torsten Winter (PSV Grün-Weiß Wiesbaden) Jürgen Stock (PSV Grün-Weiß Wiesbaden)               | Margot Cezane (TV Mainz-Zahlbach) Margit Enste (TV Mainz-Zahlbach)                 | Hugo Wilmes (PSV Grünweiß Frankfurt) Heidi Schiemer (PSV Grünweiß Frankfurt)        |
| 1970/1971 | Jürgen Stock (PSV Grün-Weiß Wiesbaden)   | Vera Martini (TuS Wiebelskirchen)            | Karl Geisler (TuS Wiebelskirchen) Arno Schley (TuS Wiebelskirchen)                            | Rita Werner (1. Frankfurter BC) Heidi Schiemer (1. Frankfurter BC)                 | Norbert Werth (TV Völklingen) Vera Martini (TuS Wiebelskirchen)                     |
| 1971/1972 | Jürgen Stock (PSV Grün-Weiß Wiesbaden)   | Vera Martini (TuS Wiebelskirchen)            | Bernd Dietz (TG Langendiebach) Horst Kröll (TG Langendiebach)                                 | Margit Enste (TV Mainz-Zahlbach) Dagmar Wagner (1. Wiesbadener BC)                 | Hugo Wilmes (PSV Grünweiß Frankfurt) Heidi Schiemer (PSV Grünweiß Frankfurt)        |
| 1972/1973 | Karl Geisler (TuS Wiebelskirchen)        | Vera Martini (TuS Wiebelskirchen)            | Torsten Winter (PSV Grün-Weiß Wiesbaden) Hugo Wilmes (PSV Grün-Weiß Wiesbaden)                | Dagmar Wagner (1. Wiesbadener BC) Herma Aliari (PSV Grün-Weiß Wiesbaden)           | Bernd Dietz (TG Langendiebach) Dagmar Wagner (1. Wiesbadener BC)                    |
| 1973/1974 | Arno Schley (TuS Wiebelskirchen)         | Vera Martini (TuS Wiebelskirchen)            | Torsten Winter (PSV Grün-Weiß Wiesbaden) Hugo Wilmes (PSV Grün-Weiß Wiesbaden)                | Vera Martini (TuS Wiebelskirchen) Monika Schönsteiner (TuS Wiebelskirchen)         | Torsten Winter (PSV Grün-Weiß Wiesbaden) Rosel Drolsbach (PSV Grün-Weiß Wiesbaden)  |
| 1974/1975 | Torsten Winter (PSV Grün-Weiß Wiesbaden) | Vera Winter (TuS Wiebelskirchen)             | Torsten Winter (PSV Grün-Weiß Wiesbaden) Hugo Wilmes (PSV Grün-Weiß Wiesbaden)                | Monika Schönsteiner (TuS Wiebelskirchen) Vera Winter (TuS Wiebelskirchen)          |                                                                                     |
| 1975/1976 | Helmut Streit (TuS Wiebelskirchen)       | Vera Winter (TuS Wiebelskirchen)             | Walter Pabst (TG Langendiebach) Horst Kröll (TG Langendiebach)                                |                                                                                    |                                                                                     |
| 1976/1977 | Karl Geisler (TuS Wiebelskirchen)        | Jutta Vogel (PSV Grün-Weiß Wiesbaden)        | Torsten Winter (PSV Grün-Weiß Wiesbaden) Hugo Wilmes (PSV Grün-Weiß Wiesbaden)                | Jutta Vogel (PSV Grün-Weiß Wiesbaden) Rosel Drolsbach (PSV Grün-Weiß Wiesbaden)    | Olaf Rosenow (PSV Grün-Weiß Wiesbaden) Jutta Vogel (PSV Grün-Weiß Wiesbaden)        |
| 1977/1978 | Torsten Winter (PSV Grün-Weiß Wiesbaden) | Vera Martini (TuS Wiebelskirchen)            | Torsten Winter (PSV Grün-Weiß Wiesbaden) Hugo Wilmes (PSV Grün-Weiß Wiesbaden)                | Petra Herrmann (PSV Grün-Weiß Wiesbaden) Rosel Drolsbach (PSV Grün-Weiß Wiesbaden) | Georg Simon (TuS Wiebelskirchen) Vera Martini (TuS Wiebelskirchen)                  |
| 1978/1979 | Georg Simon (TuS Wiebelskirchen)         | Petra Herrmann (PSV Grün-Weiß Wiesbaden)     |                                                                                               |                                                                                    | Georg Simon (TuS Wiebelskirchen) Vera Martini (TuS Wiebelskirchen)                  |
| 1979/1980 | Georg Simon (TuS Wiebelskirchen)         | Petra Herrmann (VfN Hattersheim)             | Georg Simon (TuS Wiebelskirchen) Olaf Rosenow (TV Mainz-Zahlbach)                             | Vera Martini (TuS Wiebelskirchen)                                                  |                                                                                     |
| 1980/1981 | Georg Simon (TuS Wiebelskirchen)         | Maren Schröder (KSV Hessen Kassel)           | Georg Simon (TuS Wiebelskirchen) Olaf Rosenow (TV Mainz-Zahlbach)                             | Sigrid Bleymehl-Schley (TuS Wiebelskirchen) Vera Martini (TuS Wiebelskirchen)      | Georg Simon (TuS Wiebelskirchen) Vera Martini (TuS Wiebelskirchen)                  |
| 1981/1982 | Hans-Dieter Nieth (VfN Hattersheim)      | Maren Schröder (KSV Hessen Kassel)           | Fritz Hofmeister (TS Kleinkrotzenburg) Mathias Klein (TS Kleinkrotzenburg)                    | Vera Martini (TuS Wiebelskirchen) Monika Peiffer (TuS Wiebelskirchen)              |                                                                                     |
| 1982/1983 | Georg Simon (TuS Wiebelskirchen)         | Mechtild Hagemann (TV Mainz-Zahlbach)        | Karl Geisler (TuS Wiebelskirchen) Jürgen Gebhardt (TV Mainz-Zahlbach)                         | Mechtild Hagemann (TV Mainz-Zahlbach) Gabi Simon (TV Mainz-Zahlbach)               | Georg Simon (TuS Wiebelskirchen) Vera Martini (TuS Wiebelskirchen)                  |
| 1983/1984 | Georg Simon (TuS Wiebelskirchen)         |                                              |                                                                                               | Vera Martini (TuS Wiebelskirchen) Cornelia Munz (TuS Wiebelskirchen)               | Georg Simon (TuS Wiebelskirchen) Vera Martini (TuS Wiebelskirchen)                  |
| 1984/1985 | Jürgen Gebhardt (TV Mainz-Zahlbach)      | Maren Schröder (KSV Hessen Kassel)           | Georg Simon (TuS Wiebelskirchen) Olaf Rosenow (TV Mainz-Zahlbach)                             | Vera Martini (TuS Wiebelskirchen) Christiane Ruß (TuS Wiebelskirchen)              | Georg Simon (TuS Wiebelskirchen) Vera Martini (TuS Wiebelskirchen)                  |
| 1985/1986 | Volker Eiber (TuS Wiebelskirchen)        |                                              | Volker Eiber (TuS Wiebelskirchen)                                                             |                                                                                    |                                                                                     |
| 1986/1987 |                                          | Katrin Schmidt (TuS Wiebelskirchen)          |                                                                                               | Vera Missol (TuS Wiebelskirchen) Katrin Schmidt (TuS Wiebelskirchen)               | Volker Eiber (TuS Wiebelskirchen) Katrin Schmidt (TuS Wiebelskirchen)               |
| 1987/1988 |                                          | Bettina Mattern (SSV Heiligenwald)           |                                                                                               |                                                                                    |                                                                                     |
| 1988/1989 | Bernd Schwitzgebel (TuS Wiebelskirchen)  | Katrin Schmidt (TuS Wiebelskirchen)          | Volker Eiber (TuS Wiebelskirchen)                                                             | Heike Erler (TuS Wiebelskirchen) Katrin Schmidt (TuS Wiebelskirchen)               | Volker Eiber (TuS Wiebelskirchen) Katrin Schmidt (TuS Wiebelskirchen)               |
| 1989/1990 | Bernd Schwitzgebel (TuS Wiebelskirchen)  | Katrin Schmidt (TuS Wiebelskirchen)          | Stefan Maus (TuS Wiebelskirchen) Bernd Schwitzgebel (TuS Wiebelskirchen)                      | Heike Erler (TuS Wiebelskirchen) Katrin Schmidt (TuS Wiebelskirchen)               | Stefan Maus (TuS Wiebelskirchen) Heike Erler (TuS Wiebelskirchen)                   |
| 1990/1991 | Marek Bujak (TuS Wiebelskirchen)         | Heike Franke (TuS Wiebelskirchen)            | Uwe Ossenbrink (TuS Wiebelskirchen) Bernd Schwitzgebel (TuS Wiebelskirchen)                   | Gerdi Bohlender (VfN Hattersheim) Petra Jacobs (PSV Ludwigshafen)                  | Jürgen Gebhardt (TV Mainz-Zahlbach) Mechtild Künstler (TV Mainz-Zahlbach)           |
| 1991/1992 | Franz-Josef Müller (SSV Heiligenwald)    | Heike Franke (TV Mainz-Zahlbach)             | Thomas Berger (SSV Heiligenwald) Uwe Ossenbrink (TuS Wiebelskirchen)                          | Petra Jacobs (PSV Ludwigshafen) Katja Dworak (TV Mainz-Zahlbach)                   | Franz-Josef Müller (SSV Heiligenwald) Tanja Münch (SSV Heiligenwald)                |
| 1992/1993 | Thomas Berger (SSV Heiligenwald)         | Heike Franke (TV Mainz-Zahlbach)             | Martin Kranitz (SSV Heiligenwald) Bernd Schwitzgebel (TuS Wiebelskirchen)                     | Sandra Mirtsching (SG Anspach) Kirsten Sprang (TV Mainz-Zahlbach)                  | Thomas Berger (SSV Heiligenwald) Jeanette Kuhl (SSV Heiligenwald)                   |
| 1993/1994 | Hargiono (TuS Wiebelskirchen)            | Kirsten Sprang (TV Mainz-Zahlbach)           | Yoseph Phoa (PSV Grün-Weiß Wiesbaden) Iguh Donolego (PSV Grün-Weiß Wiesbaden)                 | Janne Vang-Nielsen (TV Mainz-Zahlbach) Heike Franke (TV Mainz-Zahlbach)            | Eric Farries (TuS Wiebelskirchen) Heike Erler (TuS Wiebelskirchen)                  |
| 1994/1995 | Yoseph Phoa (PSV Grün-Weiß Wiesbaden)    | Heike Schönharting (PSV Grün-Weiß Wiesbaden) | Yoseph Phoa (PSV Grün-Weiß Wiesbaden) Iguh Donolego (PSV Grün-Weiß Wiesbaden)                 | Janne Vang-Nielsen (SG Anspach) Sandra Mirtsching (SG Anspach)                     | Marek Bujak (TuS Wiebelskirchen) Anette Geisler (TuS Wiebelskirchen)                |
| 1995/1996 | Hargiono (TuS Wiebelskirchen)            | Heike Schönharting (PSV Grün-Weiß Wiesbaden) | Marek Bujak (TuS Wiebelskirchen) Hargiono (TuS Wiebelskirchen)                                | Heike Franke (TuS Wiebelskirchen) Nicol Pitro (TuS Wiebelskirchen)                 | Bernd Schwitzgebel (1. BC Bischmisheim) Nicol Pitro (TuS Wiebelskirchen)            |
| 1996/1997 | Franz-Josef Müller (TuS Wiebelskirchen)  | Heike Schönharting (PSV Grün-Weiß Wiesbaden) | Martin Kranitz (SSV Heiligenwald) Franz-Josef Müller (TuS Wiebelskirchen)                     | Heike Schönharting (PSV Grün-Weiß Wiesbaden) Sandra Mirtsching (SG Anspach)        | Bernd Schwitzgebel (1. BC Bischmisheim) Nicol Pitro (TuS Wiebelskirchen)            |
| 1997/1998 | Franz-Josef Müller (1. BC Bischmisheim)  | Heike Schönharting (PSV Grün-Weiß Wiesbaden) | Sebastian Ottrembka (TuS Wiebelskirchen) Joachim Tesche (TuS Wiebelskirchen)                  | Michaela Peiffer (TuS Wiebelskirchen) Katrin Schmidt (TuS Wiebelskirchen)          | Bernd Schwitzgebel (1. BC Bischmisheim) Katja Michalowsky (TuS Wiebelskirchen)      |
| 1998/1999 | Jan Junker (1. BCW Hütschenhausen)       | Heike Schönharting (SG Anspach)              | Martin Kranitz (1. BC Bischmisheim) Franz-Josef Müller (1. BC Bischmisheim)                   | Heike Schönharting (SG Anspach) Sandra Mirtsching (SG Anspach)                     | Franklin Wahab (SG Anspach) Sandra Mirtsching (SG Anspach)                          |
| 1999/2000 | Steve Junior (1. BV Maintal)             | Heike Schönharting (SG Anspach)              | Yoseph Phoa (PSV Grün-Weiß Wiesbaden) Steve Junior (1. BV Maintal)                            | Michaela Peiffer (TuS Wiebelskirchen) Katrin Schmidt (TuS Wiebelskirchen)          | Marek Bujak (TuS Wiebelskirchen) Katrin Schmidt (TuS Wiebelskirchen)                |
| 2000/2001 | Marek Bujak (TuS Wiebelskirchen)         | Sonja Martenstein (KSV Baunatal)             | Michael Keck (1. BC Bischmisheim) Thomas Tesche (1. BC Bischmisheim)                          | Aline Decker (SSV Heiligenwald) Michaela Peiffer (TuS Wiebelskirchen)              | Franklin Wahab (SG Anspach) Sandra Mirtsching (SG Anspach)                          |
| 2001/2002 | Jochen Cassel (1. BCW Hütschenhausen)    | Katja Michalowsky (1. BC Bischmisheim)       | Arnd Vetters (PSV Grün-Weiß Wiesbaden) Franklin Wahab (SG Anspach)                            | Janne Vang-Nielsen (SG Anspach) Sandra Mirtsching (SG Anspach)                     | Thomas Tesche (1. BC Bischmisheim) Gesa Ladewig (1. BC Bischmisheim)                |
| 2002/2003 | Marcel Reuter (TuS Wiebelskirchen)       | Michaela Peiffer (TuS Wiebelskirchen)        | Michael Keck (1. BC Bischmisheim) Kai Behles (1. BC Bischmisheim)                             | Michaela Peiffer (TuS Wiebelskirchen) Wiebke Schrempf (1. BC Bischmisheim)         | Michael Keck (1. BC Bischmisheim) Wiebke Schrempf (1. BC Bischmisheim)              |
| 2003/2004 | Michael Fuchs (1. BC Bischmisheim)       | Michaela Peiffer (TuS Wiebelskirchen)        | Michael Keck (1. BC Bischmisheim) Michael Fuchs (1. BC Bischmisheim)                          | Stefanie Struschka (TV Wehen) Heike Franke (TV Wehen)                              | Michael Fuchs (1. BC Bischmisheim) Michaela Peiffer (TuS Wiebelskirchen)            |
| 2004/2005 | Dieter Domke (PSV Ludwigshafen)          | Katja Michalowsky (PSV Ludwigshafen)         | Arnd Vetters (SG Anspach) Franklin Wahab (SG Anspach)                                         | Katja Michalowsky (PSV Ludwigshafen) Michaela Peiffer (TuS Wiebelskirchen)         | Dieter Domke (PSV Ludwigshafen) Katja Michalowsky (PSV Ludwigshafen)                |
| 2005/2006 | Roman Spitko (TuS Wiebelskirchen)        | Elena Nozdran (TuS Wiebelskirchen)           | Jochen Cassel (TuS Wiebelskirchen) Michael Cassel (1. BCW Hütschenhausen)                     | Sonja Martenstein (SG Anspach) Franziska Prax (SV Unkel)                           | Thomas Tesche (1. BC Bischmisheim) Gesa Ladewig (1. BC Bischmisheim)                |
| 2006/2007 | Fabian Hammes (SV Fischbach 1959)        | Stefanie Struschka (TV Wehen)                | Jochen Cassel (1. BC Bischmisheim) Michael Cassel (1. BC Bischmisheim)                        | Sindy Krauspe (1. BCW Hütschenhausen) Anika Sietz (1. BC Bischmisheim)             | Florian Kirch (1. BCW Hütschenhausen) Katja Michalowsky (SV Fischbach 1959)         |
| 2007/2008 | Fabian Hammes (SV Fischbach 1959)        | Stefanie Struschka (TV Wehen)                | Jochen Cassel (1. BC Bischmisheim) Michael Cassel (1. BC Bischmisheim)                        | Stefanie Struschka (TV Wehen) Heike Franke (TV Wehen)                              | Michael Cassel (1. BC Bischmisheim) Sindy Krauspe (1. BCW Hütschenhausen)           |
| 2008/2009 | Fabian Hammes (SV Fischbach 1959)        | Katja Michalowsky (SV Fischbach 1959)        | Daniel Benz (SG Anspach) Patrick Krämer (TG Hanau)                                            | Katja Michalowsky (SV Fischbach 1959) Alina Hammes (SV Fischbach 1959)             | Franklin Wahab (SG Anspach) Anna-Lena Riepl (TG Hanau)                              |
| 2009/2010 | Daniel Benz (SG Anspach)                 | Stefanie Struschka (TV Wehen)                | Steffen Hornig (SG Anspach) Felix Schoppmann (SG Anspach)                                     | Katja Michalowsky (BSG Unkel) Svenja Weyrauch (SV Fischbach 1959)                  | Patrick Krämer (TG Hanau) Mona Reich (SG Anspach)                                   |
| 2010/2011 | Fabian Hammes (SV Fischbach 1959)        | Stefanie Struschka (TV Wehen)                | Christopher Fix (1. BV Maintal) Steffen Peterskovsky (1. BV Maintal)                          | Aline Decker (KV St. Ingbert) Eva Schneider (KV St. Ingbert)                       | Patrick Krämer (TG Hanau) Mona Reich (SG Anspach)                                   |
| 2011/2012 | Richard Domke (SV Fischbach 1959)        | Stefanie Struschka (TV Wehen)                | Daniel Benz (SG Anspach) Robert Georg (TV Wehen)                                              | Stefanie Struschka (TV Wehen) Mona Reich (SG Anspach)                              | Robert Georg (TV Wehen) Mona Reich (SG Anspach)                                     |
| 2012/2013 | Daniel Benz (SG Anspach)                 | Stefanie Struschka (TV Wehen)                | Daniel Benz(SG Anspach) Robert Georg (TV Wehen)                                               | Sandra Emrich (TV Wehen) Mona Reich (SG Anspach)                                   | Daniel Schmidt (TV Wehen) Sandra Emrich (TV Wehen)                                  |
| 2013/2014 | Sebastian Rduch (SV Fischbach 1959)      | Theresa Wurm (SG Anspach)                    | Peter Lang (SV Fun-Ball Dortelweil) Thomas Legleitner (SV Fun-Ball Dortelweil)                | Sandra Emrich (TV Wehen) Mona Reich (SG Anspach)                                   | Christopher Fix (1. BV Maintal) Tessa Koschig (1. BV Maintal)                       |
| 2014/2015 | Peter Lang (SV Fun-Ball Dortelweil)      | Theresa Wurm (SG Anspach)                    | Daniel Benz (SG Anspach) Robert Georg (TuS Schwanheim)                                        | Sandra Emrich (TV Hofheim) Mona Reich (SG Anspach)                                 | Christopher Fix (1. BV Maintal) Tessa Koschig (1. BV Maintal)                       |
| 2015/2016 | Philipp Discher (SG Anspach)             | Theresa Wurm (SG Anspach)                    | Peter Lang (SV Fun-Ball Dortelweil) Thomas Legleitner (SV Fun-Ball Dortelweil)                | Sarah Kämpf (BC Remagen) Laura Lang (TuS Wiebelskirchen)                           | Daniel Benz (SG Anspach) Annika Horbach (1. BC Bischmisheim)                        |
| 2016/2017 | Philipp Discher (SG Anspach)             | Theresa Wurm (SG Anspach)                    | Daniel Benz (SG Anspach) Andreas Heinz (SV Fun-Ball Dortelweil)                               | Annika Horbach (SV Fun-Ball Dortelweil) Theresa Wurm (SG Anspach)                  | Daniel Benz (SG Anspach) Theresa Wurm (SG Anspach)                                  |
| 2017/2018 | Johann Höflitz (SV GutsMuths Jena)       | Maria Kuse (SV GutsMuths Jena)               | Stefan Adam (SV GutsMuths Jena) Julian Voigt (SV GutsMuths Jena)                              | Annika Horbach (SV Fun-Ball Dortelweil) Theresa Wurm (SV Fun-Ball Dortelweil)      | Thomas Legleitner (SV Fun-Ball Dortelweil) Theresa Wurm (SV Fun-Ball Dortelweil)    |
| 2018/2019 | Johann Höflitz (SV GutsMuths Jena)       | Theresa Wurm (SV Fun-Ball Dortelweil)        | Sandro Kulla (SV Fun-Ball Dortelweil) Peter Lang (SV Fun-Ball Dortelweil)                     | Annika Horbach (SV Fun-Ball Dortelweil) Theresa Wurm (SV Fun-Ball Dortelweil)      | Peter Lang (SV Fun-Ball Dortelweil) Theresa Wurm (SV Fun-Ball Dortelweil)           |
| 2019/2020 | Jonas Scheller (1. BC Bischmisheim)      | Theresa Wurm (SV Fun-Ball Dortelweil)        | Thilo Mund (BC Remagen) Max Stage (BC Remagen)                                                | Franziska Volkmann (1. BC Bischmisheim) Wenfei Xu (1. BC Bischmisheim)             | Matthias Deininger (1. BC Bischmisheim) Annika Horbach (Rot-Weiß Walldorf)          |
| 2020/2021 | nicht ausgetragen                        | nicht ausgetragen                            | nicht ausgetragen                                                                             | nicht ausgetragen                                                                  | nicht ausgetragen                                                                   |
| 2021/2022 | Karl Ferdinand Nagel (TV Hofheim)        | Lisa Höflitz (SV GutsMuths Jena)             | Christian Dumler (SV Fun-Ball Dortelweil) Lars Rügheimer (TV Hofheim)                         | Nicole Bartsch (SV GutsMuths Jena) Lisa Höflitz (SV GutsMuths Jena)                | Christian Dumler (SV Fun-Ball Dortelweil) Giao-Tien Nguyen (SV Fun-Ball Dortelweil) |
| 2022/2023 | Lennart Notni (SV GutsMuths Jena)        | Katharina Nilges (1. BCW Hütschenhausen)     | Lennart Notni (SV GutsMuths Jena) Johann Höflitz (SV GutsMuths Jena)                          | Nicole Bartsch (SV GutsMuths Jena) Marie Lücke (SV GutsMuths Jena)                 | Peter Lang (SV Fun-Ball Dortelweil) Theresa Wurm (SV Fun-Ball Dortelweil)           |
| 2023/2024 | Anosch Ali (1. BV Maintal)               | Louisa Marburger (SV Fischbach 1959)         | Lennart Notni (SV GutsMuths Jena) Julian Voigt (SV GutsMuths Jena)                            | Charlotte Mund (SV GutsMuths Jena) Marie Lücke (SV GutsMuths Jena)                 | Sebastian Grieser (TV Hofheim) Theresa Wurm (SV Fun-Ball Dortelweil)                |
| 2024/2025 | Lennart Notni (SV GutsMuths Jena)        | Mareike Bittner (TV Hofheim)                 | Danial Iman Marzuan (SV Fun-Ball Dortelweil) Alexander Philipp Zhang (SV Fun-Ball Dortelweil) | Charlotte Mund (SV GutsMuths Jena) Marie Lücke (SV GutsMuths Jena)                 | Karl Ferdinand Nagel (TV Hofheim) Mareike Bittner (TV Hofheim)                      |